# Idealização e desvalorização
Idealização na teoria psicanalítica, é um mecanismo de defesa que consiste na atribuição de qualidades perfeitas ou quase perfeitas a outras pessoas, como uma forma de evitar a ansiedade ou os sentimentos negativos como desprezo, inveja ou raiva. A desvalorização juntamente com a idealização  e a negação, também é um mecanismo de defesa primitivo usado por pacientes com transtornos de personalidade, quando a idealização continua na idade adulta e na meia-idade, é muitas vezes parte de um ciclo no qual é seguida de desvalorização, este ciclo caracteriza muitos transtornos de personalidade - borderline, sociopatia e narcisismo, por exemplo.

## Freud
O termo idealização apareceu pela primeira vez em conexão com a definição de  Freud para narcisismo. A visão de Freud era que todas as crianças passam por uma fase de narcisismo primário em que assumem que são o centro de seu universo. Para obter o amor dos pais, o filho faz o que acha que os pais valorizam. Internalizando esses valores, a criança forma um ego ideal. Esse ideal do ego contém regras para o bom comportamento e os padrões de excelência para os quais o ego precisa se esforçar. Quando a criança não pode suportar a ambivalência entre o eu real e o ideal do ego e as defesas são usadas com muita frequência, isso é considerado patológico. Freud chamou essa situação de narcisismo secundário, porque o próprio ego é idealizado. Explicações sobre a idealização de outros, além do eu, são buscadas na teoria da pulsão e na teoria da relação objetal. Do ponto de vista dos impulsos libidinais, a idealização de outras pessoas é um "fluxo" de libido narcísica sobre o objeto; do ponto de vista das relações self-objeto, as representações objetais (como a dos cuidadores) são imaginadas mais bonitas do que realmente eram.

## Heinz Kohut
Uma extensão da teoria do narcisismo de Freud surgiu quando Heinz Kohut apresentou as chamadas "transferências de auto-objeto" de idealização e espelhamento . Para Kohut, a idealização na infância é um mecanismo saudável. Se os pais deixam de proporcionar oportunidades apropriadas para a idealização (narcisismo saudável) e espelhamento (como lidar com a realidade), a criança não se desenvolve além de um estágio de desenvolvimento em que se vê como grandioso, mas que ele também permanece dependente de outros para fornecer sua auto-estima. Kohut afirmou que, com os pacientes narcisistas, a idealização do self e do terapeuta deve ser permitida durante a terapia e então, muito gradualmente, diminuirá como resultado da frustração ideal inevitável.

## Otto Kernberg
Otto Kernberg forneceu uma extensa discussão sobre a idealização, tanto em seus aspectos defensivos quanto adaptativos. Ele conceitualizou a idealização como envolvendo uma negação de características indesejadas de um objeto, então aprimorando o objeto projetando sua própria libido ou onipotência nele. Ele propôs uma linha de desenvolvimento com uma extremidade do continuum sendo uma forma normal de idealização e a outra, uma forma patológica. No segundo, o indivíduo tem um problema com a constância do objeto e vê os outros como sendo todos bons ou maus, reforçando assim a idealização e a desvalorização. Neste estágio, a idealização está associada à patologia borderline. No outro extremo do continuum, diz-se que a idealização é um precursor necessário para sentimentos de amor maduro.